# Katrin Rutschow-Stomporowski

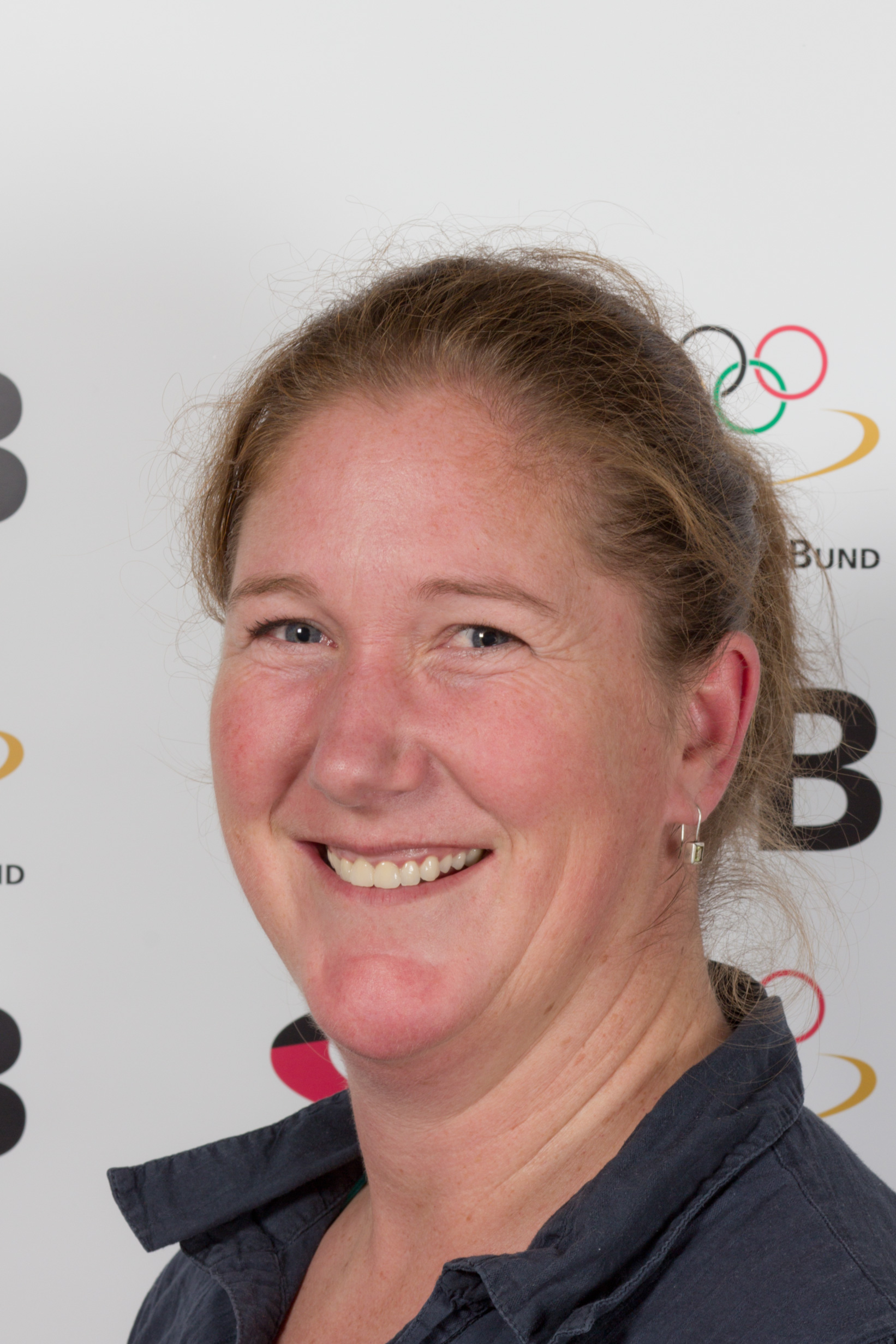
Katrin Rutschow-Stomporowski, 2012

Katrin Rutschow-Stomporowski (* 2. April 1975 in Waren) ist eine ehemalige deutsche Ruderin und zweifache Olympiasiegerin. 
Rutschow wuchs in Malchow auf. Sie begann 1989 beim SC Berlin mit dem Rudern. Maßgeblich beeinflusst in ihrer Rudertechnik wurde sie durch Peter Kotoll, ihrem Trainer aus ihren Jugendjahren. Ab 1997 startete Katrin für den Ruderklub am Wannsee und wurde von den Trainern Dieter Öhm und ab 2002 von Jutta Lau betreut. Sie beendete ihre rudersportliche Karriere nach den Olympischen Spielen Athen 2004.
Für ihre sportlichen Erfolge erhielt sie am 16. März 2005 das Silberne Lorbeerblatt.
Rutschow studierte an der Berufsfachschule Lette-Verein in Berlin Modedesign und schloss ihr Studium 2001 erfolgreich ab. Katrin Rutschow heiratete am 20. Dezember 1999 Bernhard Stomporowski, der selbst ein erfolgreicher Ruderer war, und hat zwei Kinder. Bis 2007 wohnte sie in Eglisau (Schweiz). Sie war beim Seeclub Zürich von 2005 bis 2007 als Junioren- und Seniorentrainerin angestellt und führte mehrere Mannschaften auf den Schweizer Meisterschaften zum Titel; des Weiteren betreute sie den Schweizer Leichtgewichts-Doppelvierer zum Weltcup 2007. Von November 2007 bis Juli 2008 arbeitete und wohnte Katrin wieder in Potsdam als Assistenztrainerin der Bundestrainerin Jutta Lau. Nach dem Weggang von Jutta Lau vom Deutschen Ruderverband (DRV) 2008 erhielt Rutschow-Stomporowski eine Anstellung als Trainee mit dem vorläufigen Arbeitsort Potsdam vom DRV. Seit 2018 ist sie Trainerin am Ruderclub Hamm.

## Internationale Erfolge
- 2004 Olympische Spiele W1x, Goldmedaille
- 2003 Ruder-Weltmeisterschaften 2003 W1x, Platz 2
- 2002 Ruder-Weltmeisterschaften 2002 W1x, Platz 3
- 2001 Ruder-Weltmeisterschaften 2001 W1x, Platz 1
- 2000 Olympische Spiele W1x, Bronzemedaille
- 1999 Ruder-Weltmeisterschaften 1999 W1x, Platz 2
- 1998 Ruder-Weltmeisterschaften 1998 W1x, Platz 2
- 1997 Ruder-Weltmeisterschaften 1997 W1x, Platz 5
- 1996 Olympische Spiele W4x, Goldmedaille
- 1995 Ruder-Weltmeisterschaften 1995 W4x, Platz 1
- 1994 Ruder-Weltmeisterschaften 1994 W4x, Platz 1
- 1993 Junior World Championships JW1x, Platz 1
- 1992 Junior World Championships JW1x, Platz 1
- 1991 Junior World Championships JW1x, Platz 2